# 성경 해석원리 개요
다음의 개요는 해석원리의 개관을 제공한다.
해석 원리 - 법적인 문서나 종교적 텍스트 그리고 언어를 이해하기 위해 사용되는 방법이다. 해석의 원리는 아래 제시된 영역에서 사용된다.

## 기독교
- 성경 해석학- 성경에 관한 해석원리를 연구하는 학문이다.
- 성서 연구 - 성서 해석의 원리
- 다니엘 2 - 다니엘에 의해 주어진 해석
- 다니엘 7 - 가브리엘에 의해 주어진 해석
- 다니엘 8 - 가브리엘에 의해 주어진 해석
- 요한 알 브레 히트 뱅겔
- 코닐리어스 밴틸
- 교회 교부들의 목록 - Tichonius

## 유교
- 모쉐 슈미엘 글라스 너
- 탈무드 해석학

## 같이 보기
- 주해
- 해석학